# Grupo Etnográfico da Areosa
O Grupo Etnográfico de Areosa (GEA), fundado no ano de 1966, é uma associação cultural de Viana do Castelo.

## Caracterização
Oriundo de Viana do Castelo, a cidade Atlântica mais a Norte de Portugal, o Grupo Etnográfico de Areosa, fundado em 1966, é uma associação cultural plena de vitalidade. E porque em Areosa o trajar tem a mesma força e a mesma vivacidade que as danças e os cantares, através deste grupo poderemos também admirar “o mais vibrante dos Trajes à Vianesa". 

## Descrição
Grupo Etnográfico de Areosa, Viana do Castelo, Portugal

O Grupo Etnográfico de Areosa (GEA), Viana do Castelo, Portugal, fundado em 1966, é uma associação cultural que nos convida a fazer uma viagem ao passado, à obra artística e às tradições populares da região de Viana.
É já longo o percurso internacional do Grupo Etnográfico de Areosa. Começou em 1979, em França, e nunca mais parou. Espanha continental e Bélgica foram os destinos mais frequentes, mas o GEA também já esteve, mais do que uma vez, a representar Portugal em França, no Luxemburgo, na Polónia, na Alemanha, na Itália continental, na Turquia e na Hungria. Para além destes países, o Grupo tem participado em festivais internacionais em várias ilhas como os Açores, a Madeira, Palma de Maiorca, Tenerife e a Sicília. O Brasil, a Venezuela e a Lituânia fazem parte do rol de países onde o GEA apenas se apresentou uma vez. Essas delegações de representação da cultura tradicional, para lá das danças, trajes e cantares, levaram a conhecer outros saberes, como o artesanato e a gastronomia.
Com sede própria, e dentro da sua atividade regular, o GEA tem promovido, uma grande diversidade de atividades e sempre participou e colaborou com a organização das festas de Areosa, e de Viana do Castelo, e com o Festival de Folclore Internacional - Alto Minho, este último, desde a sua primeira até à sua vigésima edição.
Este agrupamento procura fazer do trabalho de valorização das tradições ligadas ao património material e imaterial da região um projeto com futuro. 

## Eventos
O grupo participa activamente na Romaria de Nossa Senhora de Agonia, que tem o seu dia a 20 de Agosto, por muitos considerada a Romaria das Romarias em Portugal.
Na Quinta do Santoinho, situada em Darque, é grupo residente entre os meses de Maio a Novembro, alternado a sua participação com outros três grupos folcloricos do distrito.